# Hiroaki Okuno
Hiroaki Okuno (奥埜 博亮 Okuno Hiroaki?), född 14 augusti 1989 i Osaka prefektur, är en japansk fotbollsspelare.
Okuno började sin karriär 2010 i Vegalta Sendai. 2013 blev han utlånad till V-Varen Nagasaki. Han spelade 55 ligamatcher för klubben. Han gick tillbaka till Vegalta Sendai 2015. Han spelade 126 ligamatcher för klubben. 2019 flyttade han till Cerezo Osaka.